# دانیل نارسیس
دانیل نارسیس (فرانسوی: Daniel Narcisse‎؛ زادهٔ ۱۶ دسامبر ۱۹۷۹) بازیکن هندبال اهل فرانسه است. 
وی همچنین برنده جوایزی همچون لژیون دونور شده است. او یکی از بهترین بازیکن‌های هندبال جهان محسوب می شود.